# Enver pasa
İsmail Enver (oszmán-törökül: اسماعیل انور پاشا), ismertebb nevén Enver pasa (oszmán-törökül:انور پاشا, törökül: Enver Paşa, 1881. november 22. – 1922. augusztus 4.) oszmán katonatiszt, az ifjútörökök vezetője, a Balkán-háború és az első világháború alatt az ország tényleges irányítója volt. Karrierje során egyre magasabb tisztségeivel együtt is emlegették a nevét, köztük Enver effendi, bej és pasaként, amelyek közül az utolsó volt a legmagasabb jelző, amit tábornoki kinevezésekor kapott meg.
Az 1908-as ifjútörök forradalom során részt vett II. Abdul-Hamid megbuktatásában. Az 1913-as ottomán puccs egyik vezetőjeként az országot 1918-ig irányító három pasa trivumvirátusának tagja lett Dzsemal pasa és Talaat pasa mellett, valamint a hadügyminiszteri posztot kapta meg a kormányban. Miniszteri posztja mellett kinevezték a birodalom főparancsnok-helyettesévé is (mivel a névleges főparancsnokság a szultáné volt), valamint a legerősebb kormányzati szereplővé vált, és így nagy szerepe volt az ország első világháborúba történő belépésében. Személyesen vezette a katasztrofális eredményű sarıkamışi csatát, amely után népszerűsége jelentősen csökkenni kezdett. A vereséget az örményekre hárította át, és nagy szerepe volt az örmény népirtásban is. A világháború után Németországba, majd a Szovjetunióba menekült, később azonban átállt a baszmacsi felkelőkhöz. 1922-ben vöröskatonák végeztek vele.

## Fiatalkora

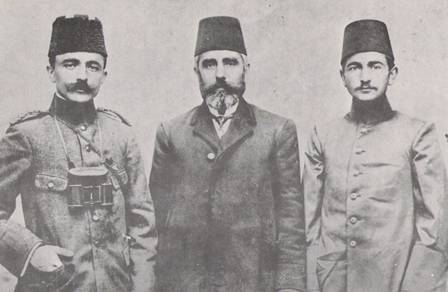
Enver pasa (balra) apjával, Ahmet bejjel és testvérével, Nuri pasával

Enver bej Isztambulban született 1881. november 22-én. Apja, Ahmet (1860 körül – 1947) Monasztirben volt hídőr vagy pedig egy kis balkáni város ügyészeként dolgozott, míg anyja, Ayşe albán paraszti származású volt. Nagybátyja Halil pasa volt. Két fiútestvére, Nuri és Mehmed Kamil, valamint két lánytestvére, Hasene és Mediha volt. Az Oszmán Birodalom katonai iskoláiban tanult, 1903-ban végzett a Harp Akademisi-n, 1906-ban őrnagyi rangba került, majd a szaloniki 3. hadsereghez helyezték. Itt lett tagja az ifjútörök Egység és Haladás Bizottságának.

## Út a hatalomig

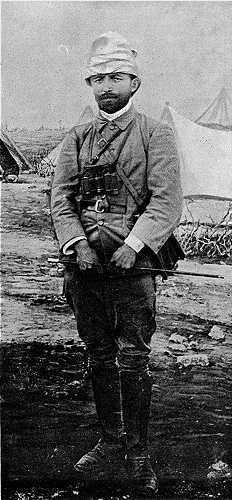
Enver az olasz–török háborúban

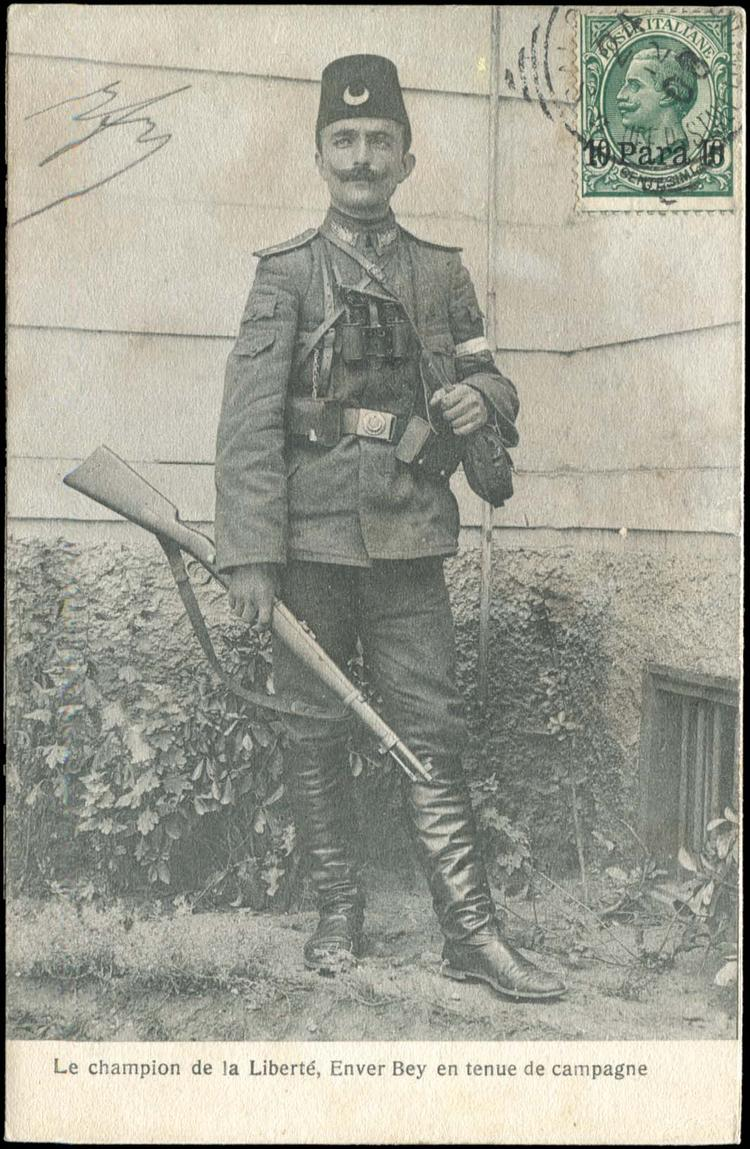
Alakja egy oszmán képeslapon, ami a szabadság bajnokának titulálja

Enver egyike volt az 1908-ban kirobbanó ifjútörök forradalom szervezőinek, és csatlakozott Mahmud Şevket pasa felszabadító hadseregéhez, amely az alkotmány visszaállítását és a parlament újra összehívását sikerrel kényszerítette ki II. Abdul-Hamidtól. A szultán azonban a következő évben megpróbálta visszaszerezni a hatalmat, ami a március 31-i incidens néven vált ismertté. Enver aktív szerepet játszott az ellenforradalom eltiprásában és a szultán megbuktatásában. 1910-ben katonai attaséként a Német Birodalomba került, ahol a német hadsereg csodálója lett.
1911-ben visszatért, miután az olaszok megtámadták Tripolitániát, kirobbantva ezzel az olasz–török háborút. Enver Tripoliban látott hozzá az ellenállás megszervezéséhez, mintegy 20 000 katonát mozgósítva. 1912-ben Bengázi kormányzójává nevezték ki. Azonban a kitörő első Balkán-háború miatt az oszmán csapatokat visszahívták, az Ouchy-i békében pedig Líbia az olaszoké lett. Envert ezredessé léptették elő a harcokban játszott aktív szerepéért.
Az 1912-es választáson a liberális Szabadság és Kiegyezés Pártja legyőzte a nacionalista Egység és Haladás Bizottságát. A Balkán-háború több százezer hadifogságba esett katonával járó vereségei azonban komoly népszerűségvesztéssel jártak számukra, és 1913. január 23-án Enver kétszáz tiszt élén puccsot hajtott végre, ami a modern török történelem első ilyen eseménye volt. A puccs során Enver és emberei agyonlőtték Nazım pasa hadügyminisztert, megbuktatták Kamil pasát és Mahmud Şevket pasa lett az új nagyvezír, aki azonnal megszakította a béketárgyalásokat. Şevket maga is merénylet áldozatává vált, és tényleges változást nem sikerült hozni a háborús helyzetben.
A második Balkán-háború során Enver vezérkari főnökként visszafoglalta Edirnét a bolgároktól, ezért sokan „Edirne visszafoglalójaként” emlegették. 1914. január 13-án hadügyminiszterré nevezték ki, és 1918-ig döntő befolyása volt az Oszmán Birodalomban két társával, Talaat és Dzsemal pasával; hármukat együtt csak a három pasaként emlegették. 1914. március 5-én az Oszmán-ház tagja lett Szulejmán herceg lányával, Emine Nadzsije hercegnővel való házasságkötését követően.

## Első világháború

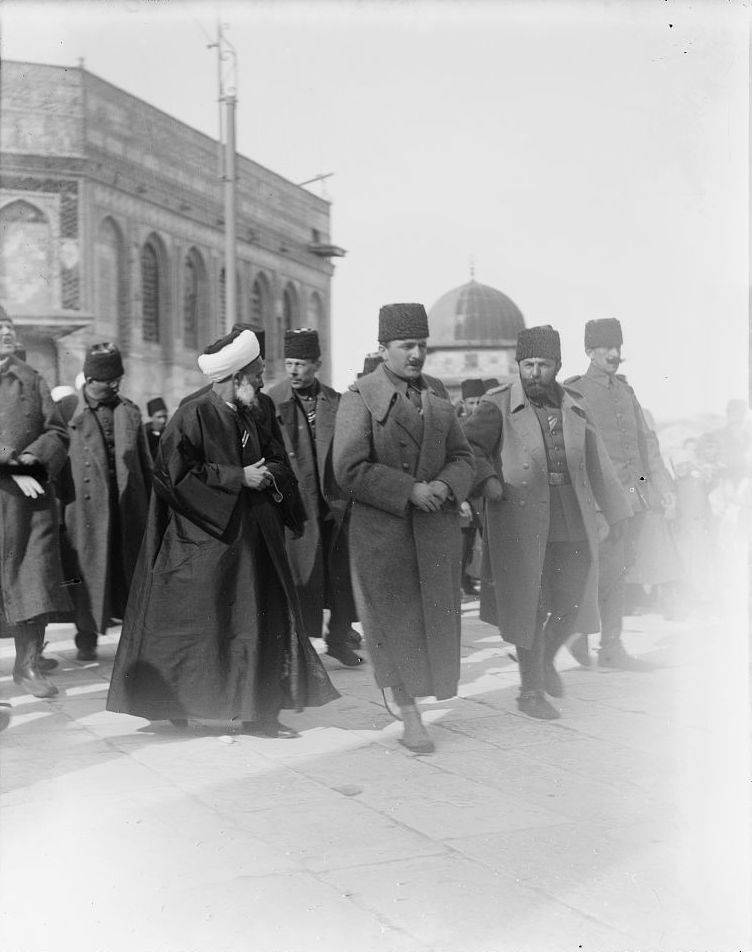
Enver (középen) és Dzsemal (jobbra) Jeruzsálemben a gallipoli hadjárat után

### Belépés a háborúba
Az első világháború kitörése után kérdéses volt, hogy az Oszmán Birodalom melyik oldalra álljon. Többen kiálltak a függetlenség vagy a brit, esetleg a francia szövetség gondolata mellett, Enver és az ifjútörökök azonban a németekkel szimpatizáltak. Hogy a külföldi kapitulációktól megszabaduljanak, visszaszerezzék Szalonikát és saját kezükbe vegyék a gazdaság teljes irányítását, így ténylegesen függetlenné téve az országot a nyugati befolyástól, végül a németbarát orientáció kerekedett felül. Augusztus 2-án Enver, Dzsemal és Szaid Halim pasa nagyvezír titkos dokumentumot írtak alá a német nagykövet kertjében, a többi miniszter értesítése nélkül, amiben kölcsönös védelmet ígértek. Amikor az SMS Goeben és SMS Breslau német cirkálók az akkor még semleges török vizekre menekültek, török szolgálatba állították őket: a legénység fezeket kapott, Wilhelm Souchon német admirális pedig török szolgálatba lépett.
Október 29-én Souchon két cirkálójával és több török hajóval ágyúzta Odessza, Szevasztopol és Feodoszija orosz kikötőit a Fekete-tengeren, komoly károkat okozva. Az oroszok diplomáciai úton kértek magyarázatot, ám olyan választ kaptak, amit nem találtak kielégítőnek. November 2-án előbb Oroszország, majd a többi antanthatalom üzent hadat. Miközben Enver egy közép-ázsiai pántörök birodalom létrehozásának gondolatával vágott a háborúba, az antant által 1916-ban titokban megkötött Sykes–Picot-egyezmény az Oszmán Birodalom létét fenyegette. A németekkel való szövetség azonban időleges előnyöket is hozott. Az oszmán kormány megszüntette a külföldi kapitulációkat, hozzájárulva a nemzeti kereskedőosztály létrejöttéhez. Bár a hadsereg irányítása névlegesen a török tisztek kezében maradt, a tervezés, stratégiai és pénzügyi döntések a német tanácsadók kezébe kerültek. Enver, bár ő maga szabadkőműves volt, a szultán segítségével szent háborút, dzsihádot hirdetett az antant ellen, aminek azonban kevés befolyása volt a külföldön élő muszlimok viselkedésére.

### Vereség a Kaukázusban
1914–1915 elején két helyen támadtak az oszmán erők: a Kaukázusban az oroszok ellen és a Sínai-félszigeten a Szuezi-csatorna elfoglalására. Előbbi ütközetnél Enver személyesen vezette a 3. török hadsereget, miután annak parancsnokát, Hasszán Izzet pasát december 6-án felmentette a parancsnokság alól, mivel nem volt hajlandó télen, mínusz 25 fokban támadást indítani. A sarıkamışi csatában hatalmas vereséget szenvedett, a hadsereg több tízezer katonát veszített a rossz időjárás és logisztika miatt, és ez volt az utolsó eset a világháborúban, hogy Enver személyesen vezetett egy egységet. A szuezi hadjárat szintén kudarcot vallott. A kaukázusi vereségért hivatalosan az örményeket okolta, és az ezt követő politikája, mint például az örmény katonák lefegyverzésére majd kivégzésére és az örmény lakosság elleni kegyetlenkedésekre adott parancsa az örmény népirtásban csúcsosodott ki.

### Gallipoli védelme
Miután visszatért Isztambulba, átvette a parancsnokságot a főváros környéki erők felett. Winston Churchill, a brit Admiralitás első lordja úgy gondolta, ha a flotta támadást indít a Dardanellák ellen, könnyedén áttörhetnek, de a próbálkozás során három hajó elsüllyedt, négy megsérült. Enver átadta a parancsnokságot Otto Liman von Sanders német tisztnek, aki végül sikeresen védte meg a területet az antant szárazföldi támadásától, ezzel elkerülve az Oszmán Birodalom összeomlását. A csatában kitüntette magát Mustafa Kemal, Enver régi riválisa is, akivel később ismételten súlyos nézeteltérésük támadt hadseregszervezési kérdésekben, ezért Enver a mezopotámiai–palesztin frontra helyezte át. A győzelem valamennyire visszaállította Enver megtépázott tekintélyét.

### További események
1917-re az Oszmán Birodalom nagyon rossz helyzetbe került, gyakoriak voltak a dezertálások, a banditizmus, irányíthatatlan infláció, éhezések és betegségek jellemezték az országot. Az összeomlást csak az antant tétlensége és az februári orosz forradalomnak köszönhetően sikerült elkerülni. A bolsevikok hatalomra jutása után a Kaukázus térségét kiürítették, és Enver hozzáláthatott saját pántörök tervei megvalósításához: a frissen létrehozott Kaukázusi Iszlám Hadsereg katonái egészen Bakuig nyomultak. Ez azonban nem gyakorolt lényeges befolyást a háború további alakulására.
1918 elejére a háború már nagyon népszerűtlen volt az országban, és Enver is elvesztette népszerűségét. A júliusban trónra lépő VI. Mehmed hamarosan elmozdította Envert a főparancsnok-helyettesi pozícióból. Az összeomlás a szomszédos Bulgáriában kezdődött el, ahol a III. doirani csata veresége után szeptember 30-án fegyverszünetet írtak alá. 1918. október 8-án a szultán elmozdította Envert a hadügyminiszteri pozícióból is, és az ifjútörök kormány tagjai 14-én mindannyian lemondtak, így egy új szultáni kormány írta alá a Mudroszi fegyverletételt október 30-án.

## Száműzetés

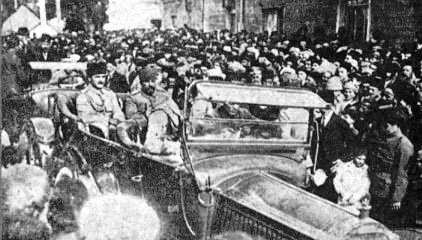
Enver Batumiban

Az antanterők közeledésének hírére a volt kormány tagjai egy német motorcsónakon hagyták el a fővárost, ami egy tengeralattjáróra vitte őket, az pedig a német megszállás alatt lévő Odesszába. Sok más háborús vezetőhöz hasonlóan nem térhetett vissza oszmán területre, mivel mind az új kormány, mind az antant meg akarta büntetni őket háborús szerepük és az örményekkel való bánásmód miatt. 1919-ben távollétében halálra ítélték. Enver a bolsevik Oroszországban látta új lehetőségét és repülőgéppel indult Moszkvába, de a gép idő előtt tönkrement és néhány hónapot Kovnóban töltött fogságban. 1920-ban végül sikerült eljutnia úti céljához, és február 12-én találkozott Leninnel is, majd szeptemberben részt vett a Keleti Népek Kongresszusán is.
Itt megpróbált támogatást szerezni régi riválisa, Mustafa Kemal új kormányának megbuktatásához, de 1920 őszére kiderült, hogy a szovjet vezetés Kemalt támogatja. Mindenki kételkedett bolsevik elköteleződése valódiságában, de britellenes meggyőződése, katonai és politikai tapasztalata fontossá tették Moszkva számára, és először megpróbálták kibékíteni Kemallal, ami azonban kudarcot vallott. Enver túlzott ambíciói – például Timur Lenk birodalmának feltámasztásáról és Turkesztán egyesítéséről szőtt tervei –, valamint kalandor természete egyre terhesebbé tették kapcsolatát a bolsevik vezetéssel. Miután 1921. március 16-án megkötötték a szovjet–török egyezményt, Enver bejelentette, hogy a Kaukázusba utazik. Bár megígérte Csicserinnek, hogy nem fog Kemal ellen szervezkedni, hívei és az új kormány konzervatív ellenségei Batumiban konferenciára gyűltek össze, és puccsot terveztek.

## Utolsó évei és halála

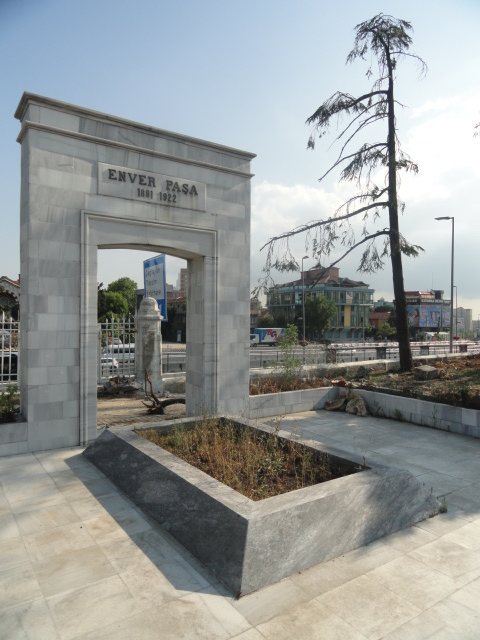
Enver pasa síremléke Isztambulban

Mivel a szovjet hatóságok megakadályozták visszatérését török földre, Enver kénytelen volt szovjet területen maradni. Moszkva ezután, 1921 novemberében Közép-Ázsiában bízta meg a baszmacs felkelés elfojtásával. Ő azonban túlságosan is szimpatizált a muszlim türk felkelőkkel. Bár először jelentkezett a buharai szovjet hatóságoknál, nem sokkal később eltűnt, és a felkelés élére állt. Támogatást kapott azon afgán köröktől, akik a térség annexióját szerették volna, mintegy ezer afgán önkéntest és brit fegyvereket szerzett. Enver modern német katonai doktrínája azonban nem volt előnyös az elmaradott térségben, a pántörök ideológia pedig nem vert gyökeret a helyi népességben. Megfogyatkozott erői 1922. június 14-én támadtak meg egy két és félszer nagyobb szovjet egységet és vereséget szenvedtek. Enver az afgán határ felé próbált menekülni.
1922. augusztus 4-én halt meg, halálának körülményeiről több történet is kialakult. Az egyik szerint a Dusanbe közelében található Ab-i-Derya falu ellen a Vörös Hadsereg baskír lovas dandárja, Jakov Melkumov örmény származású tiszt parancsnoksága alatt indított meglepetésszerű támadást. A források szerint Enver mintegy 25 embere élén szállt szembe a túlerőben lévő ellenséges csapattal, lovasrohamot vezényelve. Ennek során Envert egy géppuska tüze, vagy a közelharcban egy szablya ölte meg. Segédtisztje, Javer Szufi bej emlékirataiban kijelentette, hogy Enver pasát egy golyó a szíve felett találta a lovassági támadás során. Melkumov saját maga azt állította, hogy Enver elmenekült a csatából és csak négy nappal később, mikor a Vörös Hadsereg tisztje beszivárgott a faluba álruhában és Enver rejtekhelyét felfedte, így Melkumov csapatai megrohamozták azt, majd az azt követő közelharcban Melkumov saját kezűleg ölte meg Envert.
A falu közelében temették el, holttestét 1996-ban hozták Törökországba, ahol az isztambuli Şişliben található Szabadság Emlékműnél temették újra.

## Fordítás
- Ez a szócikk részben vagy egészben  a(z)   İsmail Enver című török Wikipédia-szócikk fordításán alapul.  Az eredeti cikk szerkesztőit annak laptörténete sorolja fel. Ez a jelzés csupán a megfogalmazás eredetét és a szerzői jogokat jelzi, nem szolgál a cikkben szereplő információk forrásmegjelöléseként.
- Ez a szócikk részben vagy egészben  a(z)   İsmail Enver című angol Wikipédia-szócikk fordításán alapul.  Az eredeti cikk szerkesztőit annak laptörténete sorolja fel. Ez a jelzés csupán a megfogalmazás eredetét és a szerzői jogokat jelzi, nem szolgál a cikkben szereplő információk forrásmegjelöléseként.